# Spriggan (leggenda)
Uno spriggan è una creatura leggendaria del folclore di Irlanda e Cornovaglia. Gli spriggan sono particolarmente associati a West Penwith in Cornovaglia. 

## Etimologia
Spriggan è una parola dialettale, pronunciata con il grafema <gg> come /d͡ʒ/, sprid-jan, e non sprigg-an, preso in prestito dal plurale cornico spyrysyon 'spiriti'. 

## Nel folclore
Gli Spriggan sono stati spesso raffigurati come uomini vecchi, grottescamente brutti e raggrinziti, con grandi teste infantili. Si diceva che si trovassero in vecchie rovine, cairn e tumuli a guardia di tesori sepolti. Sebbene di piccola statura, sono stati spesso considerati fantasmi di giganti e mantenevano una forza gigantesca, e in una storia raccolta da Robert Hunt, mostravano la capacità di gonfiarsi fino a raggiungere dimensioni enormi. Hunt associava questi spiriti alla fortezza collinare nota come Trencrom Hill in Cornovaglia.
Gli Spriggan erano noti per la loro indole sgradevole e si dilettavano a fare del male a coloro che li offendevano. Sollevavano improvvisi mulinelli per terrorizzare i viaggiatori, mandavano tempeste per rovinare i raccolti e talvolta rubavano bambini mortali, lasciando al loro posto i loro brutti changeling. Venivano biasimati se una casa veniva derubata o un edificio crollava, o se veniva rubato del bestiame. In una storia, una vecchia ebbe la meglio su una banda di Spriggan rovesciando i suoi vestiti (si suppone che rovesciare i vestiti sia efficace quanto l'acqua santa o il ferro nel respingere le fate) per ottenere il loro bottino. 
La vigilia di Natale, gli spriggan si incontravano per la messa di mezzanotte sul fondo delle miniere profonde, e i passanti potevano sentirli cantare. Tuttavia, non erano gli spriggan ma i buccas o knockers ad essere associati all'estrazione dello stagno, e che svolgevano un ruolo protettivo nei confronti dei minatori. 
Basandosi sulle raccolte di Robert Hunt e William Bottrell, Katharine Briggs ha caratterizzato gli spriggan come guardie del corpo fatate. L'English Dialect Dictionary (1905) li ha paragonati ai troll della Scandinavia. 

## Scultura
Una scultura di uno spriggan di Marilyn Collins può essere vista a Crouch End, Londra, in alcuni archi che costeggiano una sezione del Parkland Walk (una linea ferroviaria in disuso). La scultura è stata installata nel 1993. Se si cammina lungo il Parkland Walk da Finsbury Park alla stazione di Highgate, lo Spriggan è sulla destra appena prima delle banchine ferroviarie in disuso dell'ex stazione di Crouch End. A sinistra, sul lato sud del Parkland Walk, c'è il Crouch Hill Park dove si trova la Ashmount School dal gennaio 2013. La scultura è talvolta scambiata per l'Uomo Verde o Pan.

## Nella cultura popolare
Gli Spriggan sono presenti come creature fatate nel gioco di ruolo Dungeons & Dragons fin dagli anni '80.
Inoltre, nel gioco di ruolo Changeling: The Dreaming di White Wolf Publishing, gli Spriggan sono un tipo di fata oscura chiamata Thallain. Qui sono caratterizzati come ladri pigri, rozzi e crudeli che amano custodire tesori. Hanno una debolezza ereditaria che li porta a rapire bambini piccoli poiché amano sia la miseria dei genitori che quella dei figli, sebbene non facciano mai del male direttamente al bambino. Sono una controparte oscura dei Pixie.
Gli Spriggan, nello stile della scultura Parkland Walk, si possono trovare nella serie di videogiochi The Elder Scrolls, dove sono rappresentati esclusivamente come personaggi femminili.
Nel videogioco World of Warcraft, gli Spriggan sono una razza di fate fedeli ai Drust, una versione oscura e contorta delle fate.